# Chloroscypha cryptomeriae
Chloroscypha cryptomeriae är en svampart som beskrevs av Terrier 1952. Chloroscypha cryptomeriae ingår i släktet Chloroscypha, ordningen disksvampar, klassen Leotiomycetes, divisionen sporsäcksvampar och riket svampar.   Inga underarter finns listade i Catalogue of Life.